# Ellen van Hemert
Pour les articles homonymes, voir van Hemert.
 (octobre 2018).
Ellen van Hemert, née le 28 août 1937 à La Haye, est une actrice et peintre néerlandaise.

## Carrière
Issue d'une famille d'artiste, elle est la fille du réalisateur Willy van Hemert. Elle est la sœur aînée du réalisateur Hans van Hemert et de l'auteur-compositeur Ruud van Hemert. De 1959 à 2000, elle l'épouse de l'acteur Coen Flink avec qui elle a eu trois enfants (Margje, Jeroen et Jesse). Elle est la belle-fille de l'acteur Richard Flink et Mieke Verstraete. Elle est belle-cousine des acteurs Hans Croiset et Jules Croiset. Elle est la belle-nièce de l'actrice Jeanne Verstraete et des acteurs Guus Verstraete et Bob Verstraete. Elle est la tante des acteurs Vincent Croiset et Niels Croiset.

## Filmographie

### Cinéma et séries télévisées
- 1958 : Jenny (film, 1958) (nl) : Jenny Roders
- 1962 : Pipo in Kaliefland : Fatima
- 1963 : Marguerite Gautier : Nichette
- 1964 : Brigadoon : Jean MacKeith
- 1964 : Maigret : Arlette
- 1966 : 001 van de Contraspionnage : Miesje
- 1978 : Kant aan m'n broek!